# Катрин Каултър
Катрин Каултър (на английски: Catherine Coulter) е американска писателка на бестселъри в жанра исторически и съвременен любовен роман, романтичен трилър, и трилър.

## Биография и творчество
Джейн Катрин Каултър Погони е родена на 26 декември 1942 г. в ранчо за коне в окръг Камерън, Тексас, САЩ. Баба ѝ, която умира на 37 г. е писателка. Майка ѝ е концертираща пианистка, а баща ѝ е музикант и художник. Първите си произведения – „романчета“ от по 15 странички, пише на 14 години. Завършва с бакалавърска степен Университета на Тексас и с магистърска степен Бостънския колеж с дипломна работа на тема „Европейската култура през 19 век“. През студентските си години пише поезия.
След дипломирането си работи като специалист по човешките ресурси във фирми в Ню Йорк и Сан Франциско. Пише речи за официални срещи. В средата на 70-те започва да пише исторически регенски любовен роман. Първият ѝ любовен роман „Контесата“ е публикуван през януари 1979 г. През 1982 г. тя напуска работата си и се посвещава изцяло на писателската си кариера. Всяка година издава по един любовен роман и по един трилър.
Произведенията на писателката много често са в списъците на бестселърите.
През 1989 г. е удостоена с награда за цялостно творчество от списание „Romantic Times“ за нейните исторически любовни романи.
Катрин Каултър живее със съпруга си в Мил Валей, Марин Каунти, Калифорния, над моста Голдън Гейт. Обича да пътува и да чете много.

## Произведения

### Самостоятелни романи
- Особен урок, Aftershocks (1985)
- Аристократът, The Aristocrat (1986)
- Озарена от любов, Afterglow (1987)
- Измамници, False Pretences (1988)
- Impulse (1990)
- Изкушение, Beyond Eden (1992)
- Born to Be Wild (2006)

### Серия „Регентството“ (Historical Regency Romances)
1. Контесата, The Countess (1979) – издаден и като „The Autumn Countess“
2. The Rebel Bride (1979)
3. Наследницата, Lord Deverill's Heir (1980) – издаден и като „The Heir“
4. Lord Harry's Folly (1980) – издаден и като „Lord Harry“
5. Херцогът, The Generous Earl (1981) – издаден и като „The Duke“

### Серия „Барон“ (Baron)
1. Сабрина, An Honorable Offer (1981) – издаден и като „The Offer“
2. Измамата, An Intimate Deception (1983) – издаден и като „The Deception“
3. Дивият барон, The Wild Baron (1997)

### Серия „Дяволско дуо“ (Devil's Duology)
1. Devil's Embrace (1982)
2. Devil's Daughter (1985)

### Серия „Средновековна песен“ (Medieval Song)
1. Chandra (1984) – издаден и като „Warrior's Song“
2. Fire Song (1985)
3. Earth Song (1990)
4. Secret Song (1991)
5. Rosehaven (1996)
6. The Penwyth Curse (2002)
7. Наследницата на Валкорт, The Valcourt Heiress (2010)

### „Звезден квартет“ (Star Quarte)
1. Sweet Surrender (1984) – издаден и като „Evening Star“
2. Midnight Star (1986)
3. Wild Star (1986)
4. Jade Star (1987)

### Серия „Магия“ (Magic Trilogy)
1. Midsummer Magic (1987)
2. Calypso Magic (1988)
3. Moonspun Magic (1988)

### Серия „Нощ“ (Night Trilogy)
1. Night Fire (1989)
2. Night Shadow (1989)
3. Night Storm (1990)

### Серия „Ера на викинги“ (Viking Era)
1. Season of the Sun (1991)
2. Lord of Hawkfell Island (1993)
3. Робинята, Lord of Raven's Peak (1994)
4. Lord of Falcon Ridge (1995)

### Серия „Невестата“ (Sherbrooke)
1. Невестата от Шербрук, The Sherbrooke Bride (1992)
2. Непознатата от Ямайка, The Hellion Bride (1992)
3. Съдби в окови, The Heiress Bride (1993)
4. Mad Jack (1999)
5. The Courtship (2000)
6. The Scottish Bride (2001)
7. Pendragon (2001)
8. The Sherbrooke Twins (2004)
9. Lyon's Gate (2004)
10. Wizard's Daughter (2007)
11. The Prince of Ravenscar (2011)

### Серия „ФБР“ (FBI Thriller)
1. Съвършено непознати, The Cove (1994)
2. Лабиринтът, The Maze (1997)
3. The Target (1998)
4. В пропастта, The Edge (1998)
5. Riptide (2000)
6. Хемлок бей, Hemlock Bay (2001)
7. Eleventh Hour (2002)
8. Blindside (2003)
9. Blowout (2004)
10. Point Blank (2005)
11. Double Take (2007)
12. TailSpin (2008)
13. KnockOut (2009)
14. Whiplash (2010)
15. Split Second (2011)
16. Backfire (2012)
17. Bombshell (2013)
18. Power Play (2014)

### Серия „Наследството“ (Legacy Trilogy)
1. Цената на рая, The Wyndham Legacy (1994)
2. Лорд Найтингейл, The Nightingale Legacy (1994)
3. Тайната на Валантайн, The Valentine Legacy (1994)

### Серия „Британец във ФБР“ (Brit in the FBI)
с Дж. Т. Елисън
1. The Final Cut (2013)
2. The Lost Key (2014)

### Сборници
- Forever Yours (1997) – с Барбара Делински и Линда Хауърд
- Contemporary Romantic Thrillers (2012)